# Пуэрто-Рико на Универсиадах
Пуэрто-Рико принимает участие в Универсиадах начиная с летней Универсиады 1973 года в Москве. На зимних Универсиадах спортивная делегация Пуэрто-Рико не участвовала ни разу.
На настоящее время спортсмены Пуэрто-Рико на всех Универсиадах завоевали в сумме 3 медали, из них ни одной золотой, все медали завоёваны на летних Универсиадах.

## Медальный зачёт
По состоянию на настоящий момент (после летней Универсиады 2021 и зимней Универсиады 2023).

### Медали на летних Универсиадах
| Универсиады    | Золото               | Серебро              | Бронза               | Всего                | Место                |
| -------------- | -------------------- | -------------------- | -------------------- | -------------------- | -------------------- |
| 1973 Москва    | 0                    | 0                    | 0                    | 0                    | —                    |
| 1975—1979      | не участвовали       | не участвовали       | не участвовали       | не участвовали       | не участвовали       |
| 1981 Бухарест  | 0                    | 0                    | 0                    | 0                    | —                    |
| 1983 Эдмонтон  | 0                    | 0                    | 0                    | 0                    | —                    |
| 1985 Кобе      | 0                    | 0                    | 1                    | 1                    | 28                   |
| 1987 Загреб    | 0                    | 0                    | 1                    | 1                    | 33                   |
| 1989, 1991     | не участвовали       | не участвовали       | не участвовали       | не участвовали       | не участвовали       |
| 1993 Буффало   | 0                    | 0                    | 0                    | 0                    | —                    |
| 1995 Фукуока   | 0                    | 0                    | 0                    | 0                    | —                    |
| 1997 Сицилия   | 0                    | 0                    | 0                    | 0                    | —                    |
| 1999 Пальма    | 0                    | 0                    | 0                    | 0                    | —                    |
| 2001 Пекин     | 0                    | 0                    | 0                    | 0                    | —                    |
| 2003 Тэгу      | 0                    | 0                    | 0                    | 0                    | —                    |
| 2005 Измир     | 0                    | 0                    | 0                    | 0                    | —                    |
| 2007 Бангкок   | 0                    | 0                    | 1                    | 1                    | 63                   |
| 2009 Белград   | 0                    | 0                    | 0                    | 0                    | —                    |
| 2011 Шэньчжэнь | 0                    | 0                    | 0                    | 0                    | —                    |
| 2013 Казань    | 0                    | 0                    | 0                    | 0                    | —                    |
| 2015—2021      | не участвовали       | не участвовали       | не участвовали       | не участвовали       | не участвовали       |
| 2023           | Универсиада отменена | Универсиада отменена | Универсиада отменена | Универсиада отменена | Универсиада отменена |
| Всего          | 0                    | 0                    | 3                    | 3                    |                      |